# Ministri del lavoro della Romania
Questo elenco comprende i ministri del lavoro della Romania a partire dal 1989.

## Lista dei ministri del lavoro
| Ministro | Ministro         | Ministro                           | Partito | Governo                    | Mandato           | Mandato           | Leg.        |
| Ministro | Ministro         | Ministro                           | Partito | Governo                    | Inizio            | Fine              | Leg.        |
| --- | ---------------- | ---------------------------------- | --- | -------------------------- | ----------------- | ----------------- | ----------- |
| Lavoro e aiuti sociali (Ministerul muncii și ocrotirilor sociale) |                  |                                    | |                            |                   |                   |             |
| |                  | Mihnea Marmeliuc (1923-2003)       | Fronte di Salvezza Nazionale                                                                                      | Governo Roman I            | 5 gennaio 1990    | 28 giugno 1990    | Provvisoria |
| Lavoro e protezione sociale (Ministerul muncii protecției sociale) |                  |                                    | |                            |                   |                   |             |
| |                  | Cătălin Zamfir (1941)              | Fronte di Salvezza Nazionale                                                                                      | Governo Roman II           | 28 giugno 1990    | 30 aprile 1991    | I           |
| |                  | Mihnea Marmeliuc (1923-2003)       | Fronte di Salvezza Nazionale                                                                                      | Governo Roman II           | 30 aprile 1991    | 16 ottobre 1991   | I           |
| |                  | Dan Mircea Popescu (1950)          | Fronte di Salvezza Nazionale Fronte Democratico di Salvezza Nazionale Partito della Democrazia Sociale di Romania | Governo Stolojan           | 16 ottobre 1991   | 19 novembre 1992  | I           |
| Governo Văcăroiu | 19 novembre 1992 | Dan Mircea Popescu (1950)          | Fronte di Salvezza Nazionale Fronte Democratico di Salvezza Nazionale Partito della Democrazia Sociale di Romania | 12 dicembre 1996           | II                |                   |             |
| |                  | Alexandru Athanasiu (1955)         | Partito Social Democratico Romeno                                                                                 | Governo Ciorbea            | 12 dicembre 1996  | 17 aprile 1998    | III         |
| Governo Vasile | 17 aprile 1998   | Alexandru Athanasiu (1955)         | Partito Social Democratico Romeno                                                                                 | 22 dicembre 1999           |                   |                   | III         |
| |                  | Smaranda Dobrescu (1945)           | Partito Social Democratico Romeno                                                                                 | Governo Isărescu           | 22 dicembre 1999  | 28 dicembre 2000  | III         |
| Lavoro e solidarietà sociale (Ministerul muncii și solidarității sociale) Dal 19 giugno 2003 Lavoro, solidarietà sociale e famiglia (Ministerul muncii, solidarității sociale și familiei)                          |                  |                                    | |                            |                   |                   |             |
| |                  | Marian Sârbu (1958)                | Partito della Democrazia Sociale di Romania Partito Social Democratico                                            | Governo Năstase            | 28 dicembre 2000  | 19 giugno 2003    | IV          |
| |                  | Elena Dumitru (1963)               | Partito Social Democratico                                                                                        | Governo Năstase            | 19 giugno 2003    | 14 luglio 2004    | IV          |
| |                  | Dan Mircea Popescu (1950)          | Partito Social Democratico                                                                                        | Governo Năstase            | 14 luglio 2004    | 28 dicembre 2004  | IV          |
| |                  | Gheorghe Barbu (1951)              | Partito Democratico                                                                                               | Governo Tăriceanu I        | 29 dicembre 2004  | 5 aprile 2007     | V           |
| Lavoro, famiglia e pari opportunità (Ministerul muncii, familiei și egalității de șanse) |                  |                                    | |                            |                   |                   |             |
| |                  | Paul Păcuraru (1950)               | Partito Nazionale Liberale                                                                                        | Governo Tăriceanu II       | 5 aprile 2007     | 23 settembre 2008 | V           |
| |                  | Mariana Câmpeanu (1948)            | Partito Nazionale Liberale                                                                                        | Governo Tăriceanu II       | 25 settembre 2008 | 22 dicembre 2008  | V           |
| Lavoro, famiglia e protezione sociale (Ministerul muncii, familiei și protecției sociale) |                  |                                    | |                            |                   |                   |             |
| |                  | Marian Sârbu (1958)                | Partito Social Democratico                                                                                        | Governo Boc I              | 22 dicembre 2008  | 1 ottobre 2009    | VI          |
| |                  | Gheorghe Pogea (ad interim) (1955) | Partito Democratico Liberale                                                                                      | Governo Boc I              | 2 ottobre 2009    | 23 dicembre 2009  | VI          |
| |                  | Mihai Șeitan (1946)                | Partito Democratico Liberale                                                                                      | Governo Boc II             | 23 dicembre 2009  | 3 settembre 2010  | VI          |
| |                  | Ioan Botiș (1967)                  | Partito Democratico Liberale                                                                                      | Governo Boc II             | 3 settembre 2010  | 21 aprile 2011    | VI          |
| |                  | Emil Boc (ad interim) (1966)       | Partito Democratico Liberale                                                                                      | Governo Boc II             | 21 aprile 2011    | 3 giugno 2011     | VI          |
| |                  | Sebastian Lăzăroiu (1970)          | Indipendente | Governo Boc II             | 3 giugno 2011     | 19 settembre 2011 | VI          |
| |                  | Sulfina Barbu (1967)               | Partito Democratico Liberale                                                                                      | Governo Boc II             | 19 settembre 2011 | 9 febbraio 2012   | VI          |
| |                  | Claudia Boghicevici (1975)         | Partito Democratico Liberale                                                                                      | Governo Ungureanu          | 9 febbraio 2012   | 7 maggio 2012     | VI          |
| |                  | Mariana Câmpeanu (1948)            | Partito Nazionale Liberale                                                                                        | Governo Ponta I            | 7 maggio 2012     | 21 dicembre 2012  | VI          |
| Lavoro, famiglia, protezione sociale e anziani (Ministerul muncii, familiei, protecției sociale și persoanelor vârstnice)                                                                                           |                  |                                    | |                            |                   |                   |             |
| |                  | Mariana Câmpeanu (1948)            | Partito Nazionale Liberale                                                                                        | Governo Ponta II           | 21 dicembre 2012  | 25 febbraio 2014  | VII         |
| |                  | Doina Pană (ad interim) (1957)     | Partito Social Democratico                                                                                        | Governo Ponta II           | 26 febbraio 2014  | 5 marzo 2014      | VII         |
| |                  | Rovana Plumb (1960)                | Partito Social Democratico                                                                                        | Governo Ponta III          | 5 marzo 2014      | 17 dicembre 2014  | VII         |
| Governo Ponta IV | 17 dicembre 2014 | Rovana Plumb (1960)                | Partito Social Democratico                                                                                        | 17 novembre 2015           |                   |                   | VII         |
| |                  | Claudia Ana Costea (1967)          | Indipendente | Governo Cioloș             | 17 novembre 2015  | 14 aprile 2016    | VII         |
| |                  | Dragoș Pîslaru (1976)              | Indipendente | Governo Cioloș             | 18 aprile 2016    | 4 gennaio 2017    | VII         |
| Lavoro e giustizia sociale (Ministerul muncii și justiției sociale) |                  |                                    | |                            |                   |                   |             |
| |                  | Lia Olguța Vasilescu (1974)        | Partito Social Democratico                                                                                        | Governo Grindeanu          | 4 gennaio 2017    | 29 giugno 2017    | VIII        |
| Governo Tudose | 29 giugno 2017   | Lia Olguța Vasilescu (1974)        | Partito Social Democratico                                                                                        | 29 gennaio 2018            |                   |                   | VIII        |
| Governo Dăncilă | 29 gennaio 2018  | Lia Olguța Vasilescu (1974)        | Partito Social Democratico                                                                                        | 20 novembre 2018           |                   |                   | VIII        |
| Governo Dăncilă |                  |                                    | Marius Budăi (1972)                                                                                               | Partito Social Democratico | 20 novembre 2018  | 4 novembre 2019   | VIII        |
| Lavoro e protezione sociale (Ministerul muncii și protecției sociale) |                  |                                    | |                            |                   |                   |             |
| |                  | Violeta Alexandru (1975)           | Partito Nazionale Liberale                                                                                        | Governo Orban I            | 4 novembre 2019   | 14 marzo 2020     | VIII        |
| Governo Orban II | 14 marzo 2020    | Violeta Alexandru (1975)           | Partito Nazionale Liberale                                                                                        | 23 dicembre 2020           |                   |                   | VIII        |
| |                  | Raluca Turcan (1976)               | Partito Nazionale Liberale                                                                                        | Governo Cîțu               | 23 dicembre 2020  | 25 novembre 2021  | IX          |
| Lavoro e solidarietà sociale (Ministerul muncii și solidarității sociale) Dal 23 dicembre 2024 Lavoro, Famiglia, Gioventù e Solidarietà Sociale (Ministerul Muncii, Familiei, Tineretului și Solidarității Sociale) |                  |                                    | |                            |                   |                   |             |
| |                  | Marius Budăi (1972)                | Partito Social Democratico                                                                                        | Governo Ciucă              | 25 novembre 2021  | 15 giugno 2023    | IX          |
| Governo Ciolacu I | 15 giugno 2023   | Marius Budăi (1972)                | Partito Social Democratico                                                                                        | 13 luglio 2023             |                   |                   | IX          |
| Governo Ciolacu I |                  |                                    | Marian Neacșu (ad interim) (1964)                                                                                 | Partito Social Democratico | 13 luglio 2023    | 19 luglio 2023    | IX          |
| Governo Ciolacu I |                  |                                    | Simona Bucura-Oprescu (1980)                                                                                      | Partito Social Democratico | 19 luglio 2023    | 23 dicembre 2024  | IX          |
| Governo Ciolacu II | 23 dicembre 2024 | In carica                          | Simona Bucura-Oprescu (1980)                                                                                      | Partito Social Democratico | X                 |                   |             |